# Смерть світла
«Смерть світла» (англ. Dying of the Light) — науково-фантастичний роман американського письменника Джорджа Реймонда Річарда Мартіна, вперше опублікований в 1977 році. Первісна назва «Після фестивалю» було змінено до першої публікації книги. Твір було номіновано на премію Г'юго за найкращий роман в 1978 році, і на британську премію фентезі в 1979 році.

## Назва
В якості назви був використаний рядок з поеми про смерть Ділана Томаса «Do Not Go Gentle into That Good Night»:
|  | Не говори смиренно прощавай, [...] Лютуй, ярися, тільки не згасай. Оригінальний текст (англ.) Do not go gentle into that good night, [...] Rage, rage against the dying of the light. |

## Сюжет
Події книги відбуваються на міжзоряній планеті Ворлорн. Ця мандрівна планета впродовж життя одного покоління перебувала в скупченні зірок, і на ній було побудовано 14 «фестивальних» міст жителями навколишніх планет. Планета віддаляється від світил у область, де панує темрява і холод, і де немає умов для життя. Більшість колоністів покинули планету, міста підтримуються автоматикою, поступово занепадаючи.
Дерк Т'Ларіен, головний герой, вважає життя позбавленим сенсу і мало привабливим після того, як його подруга Гвен Дельвано покинула його. Сім років тому вони обмінялися коштовними каменями та поклялися, що знайдуть одне одного, якщо хтось активує камінь. В надії поновити стосунки Дерк прибуває на Ворлорн, коли камінь активується.
Він виявляє, що Гвен не рада його появі та зв'язалася з іншим чоловіком, Джааном Вікарі, представником місцевої еліти військової культури каваларців. В каваларському суспільстві жінка є власністю чоловіка та його побратима, «тейна». Проте Джаан, який навчався на планеті Авалон (там же він познайомився з Гвен), має доволі прогресивні погляди й прагне реформувати суспільство. Його тейн на ім'я Гарс Яначек — навпаки консерватор, якому дуже не подобається Гвен. Сама Гвен кохає Джаана, проте виснажена життям на Ворлорні.
Дерк довідується від Джаана, що в минулому каваларці на своїй рідній планеті ледве не вимерли у війні. Вижили тільки ті їхні спільноти, що переховували своїх жінок і потім змогли розмножуватись. Дерк (і відповідно Гарс як його тейн) був відправлений у заслання на Ворлорн, де вже оселилися каваларські фундаменталісти, клан Брейтів. Ці фундаменталісти хочуть відродити старі звичаї, основою яких є полювання на «нижчих» істот. Спроби Джаана зупинити криваву гру розхитують становище. Між різними фракціями каваларців виникають суперечки, що межують із відкритою війною, і Дерк стає каталізатором подій, які виходять з-під контролю.
Гвен бере участь у роботі з охорони довкілля Ворлорна, і їй допомагає Аркін Руарк, представник культури кимдиссців, який ненавидить жорстокі звичаї каваларців. Аркін пояснює Дерку, що Гвен покликала його, з метою допомогти їй розірвати стосунки з Джааном. Повіривши, Дерк наживає собі ворогів у особі Джаана та Гарса, а також інших каваларців. Джаан і Гарс у той же час намагаються захистити клан Айронджейд від Брейтів. Оскільки Брейти вважають, що Дерк навіть не людина, він опиняється без захисту.
Залізши в авто, яке вважав покинутим, Дерк опиняється під звинуваченням у крадіжці. Брейт Бретан викликає його на дуель. Відкинувши виклик, Брейт тікає з Гвен і ховається в автоматизованому місті-хмарочосі Ай-Емерел. Його швидко виявляють «пси»-переслідувачі і втікачі користуються нагодою, щоб убити останніх мешканців міста та ненадовго врятуватися. Це спонукає Дерка звернутися за допомогою до Джаана. Зустріч із патрицієм Айронджейдів засвідчує, що Гвен, хоча й утекла з Дірком, все ще кохає Джаана.
Між кланами каваларців починається смертельна боротьба всіх проти всіх. Гарс, і кілька членів клану Брейт, гинуть у конфлікті, а Дерк розуміє, що камінь активував Руарк, який кохає Гвен і хотів використати Дерка для вбивства Джаана. Зрештою Дерк допомагає Джаану та Гвен втекти з Ворлорна, а сам вирішує очистити свою честь і прийняти дуель проти Бретана, від якої він довго тікав. Фінал лишається відкритим, не повідомляючи результат дуелі.

## Персонажі
- Дерк Т'Ларіен;
- Гвен Дельвано — колишня кохана Дерка, бетейн Джаана Вікарі;
- Аркін Руарк — друг Гвен, кимдиссець;

Кавалаанці
- Кирак Редстил Хавіс — старий-поет, що пише старокавалаанською мовою;

Айронджейди
- Джаан Рів Вулф Високошляхетний Айронджейд Вікарі;
- Гарс Айронджейд Джанасек — тейн Джаана Вікарі;

Мисливці — брейти
- Лоримаар Рельн Винтерфокс, Високошляхетний Брейт Аркеллор;
- Челл Нім Колдвінд фре-Брейт Дейвесон;
- Бретан Брейт Лантрі — тейн Челла Дейвесона.